# AZITO
『AZITO』（アジト）はASTEC21（アステックツーワン）が開発した秘密基地作成シミュレーションゲームシリーズ。発売元は1作目はアスク、シリーズ2作目である『AZITO2』から発売元がバンプレストに変更され、シリーズ3作目までがPlayStation用ソフトとして発売された。2011年11月3日にはニンテンドー3DS用ソフト『AZITO 3D』がハムスターより発売された。

## 概要
プレーヤーはアジトの総司令官となり、動力室やカモフラージュなどの施設の建設。博士や工場長の雇用。商品の生産・販売による資金調達。ヒーロー・怪人などの兵器の開発を行い、敵対する勢力に攻撃し（もしくは防戦し）撃破することを目的としている。
『AZITO』ではオリジナルの兵器のみであったが、バンダイグループのバンプレストが発売元となった『AZITO2』『アジト3』では東映や石森プロなどの特撮作品のヒーローや悪役が登場する。

## シリーズ作品
AZITO
シリーズ1作目（1997年2月28日発売）。正義・悪の明確な違いはなく、双方の兵器が開発可能。開発した兵器により基地内施設のグラフィックが変化する。プレーヤー側から敵側に侵攻することはできず、攻撃してきた敵を迎撃するのみとなる。
シリーズの中で最も人員の種類が多く、動力室で作業をする機関長。保安室で指揮を執る指揮官がこの作品でのみ登場する。また、兵器を開発する博士は、得意分野別に分類されている。
トレードモードにてメモリーカードを利用し、セーブデータ同士で開発物を売買することが可能。
2003年8月28日にMajor Waveシリーズ（ハムスター発売の廉価版）として再発売されたほか、2007年9月27日からはゲームアーカイブスで配信されている。レイティングはCERO：A（全年齢対象）。
AZITO2
シリーズ2作目（1998年10月15日発売）。ゲーム開始時に正義側か悪側かを選択でき、どちらを選択するかで募集できる人員・開発できる兵器および商品・設置できる施設が変化する。なお、開発可能な兵器のうちヒーロー、ヒロイン、巨大ヒーローは正義側のみ開発が可能で、怪人、怪獣は悪側のみ開発可能。
兵器にはランクの概念ができ、同じ兵器を再度開発することにより、「初期型」「改良型」「最強型」とランクが上がる。また、兵器を開発する博士は、前作の得意分野別ではなく、「教授」「助教授」「助手」とランクにより分けられており、上位の兵器を開発するには、ランクの高い博士を必要とする。
今作品より敵側アジトが存在し、プレーヤーは敵側のアジトに侵攻し、敵の総司令室（総統室）を破壊するか敵の司令官（総統）を撃破することによりステージクリアとなる。
突発イベントとして第三勢力が攻めてくることがあるが、迎撃成功することで仲間（工場長）に採用できる。
アジト3
シリーズ3作目（2000年2月17日発売）。これまでのサイドビューからクォータービューに変更、見易さを向上させている。また、ゲーム全体のグラフィックが1970～80年代の特撮の様な実写テイストとなっている。
前作までは、兵器の体力がなくなるとその兵器は消滅し、再度開発しなければならなかったが、今作品より消滅せず、体力が1の状態で味方基地に移動し、保健室により体力を回復させることにより、再度利用可能となる。また、兵器にはレベルがあり、戦闘を行うことによりレベルが上がるようになっている。同様に人員にもレベルがあり、博士では開発を行うことにより、工場長は生産を行うことによりレベルが上がる。
シリーズ2作目と同様、敵側のアジトは存在するが、味方兵器が内部に侵入しない限り、内部の詳細を知ることはできなくなっている。
AZITO 3D
シリーズ4作目（2011年11月3日発売）。プラットフォームをニンテンドー3DSに変更。1作目同様に版権キャラクターはなくなった。
AZITO 3D KYOTO/TOKYO/OSAKA
ニンテンドー3DSダウンロード専用でAZITO 3Dには未収録だった新マップ版。初級向けの「KYOTO」が2012年6月5日、中級向けの「TOKYO」が12月5日、上級向けの「OSAKA」が2013年3月6日配信開始。ご当地オリジナルのヒーローや怪人が登場する。
AZITO × タツノコレジェンズ
シリーズ5作目（2015年6月25日発売）。プラットフォームはXbox One。タツノコプロのヒーローやロボットが登場する。

## バンプレスト版の登場ヒーロー作品

### 『2』『3』ともに登場するヒーロー作品
- 仮面ライダーシリーズ
  - 仮面ライダー
  - 仮面ライダーV3
  - 仮面ライダーX
  - 仮面ライダーアマゾン
  - 仮面ライダーストロンガー
  - 仮面ライダー（新）
  - 仮面ライダースーパー1
  - 仮面ライダーZX
  - 仮面ライダーBLACK
  - 仮面ライダーBLACK RX
  - 仮面ライダーZO
  - 仮面ライダーJ
- 宇宙刑事シリーズ
  - 宇宙刑事ギャバン
  - 宇宙刑事シャリバン
  - 宇宙刑事シャイダー

### 『2』のみ登場するヒーロー作品
- スーパー戦隊シリーズ
  - 電子戦隊デンジマン
  - 超電子バイオマン

### 『3』のみ登場するヒーロー作品
- マグマ大使
- スペクトルマン
- 快傑ライオン丸 - 風雲ライオン丸
- 鉄人タイガーセブン
- 電人ザボーガー
- バロンシリーズ
  - スーパーロボット レッドバロン
  - スーパーロボット マッハバロン
- 愛の戦士レインボーマン
- ダイヤモンド・アイ
- ジャイアントロボ
- 正義のシンボル コンドールマン
- 超人バロム・1
- 変身忍者 嵐
- 人造人間キカイダー - キカイダー01
- ロボット刑事
- イナズマン - イナズマンF
- アクマイザー3 - 超神ビビューン
- ザ・カゲスター
- 快傑ズバット
- 大鉄人17
- スーパー戦隊シリーズ
  - 秘密戦隊ゴレンジャー
  - 鳥人戦隊ジェットマン[Note 1]
  - 激走戦隊カーレンジャー
  - 電磁戦隊メガレンジャー

## 評価
『2』は電撃PlayStationDPSソフトレビューでは70、60、65、70の265点。レビュアーは全体マップを見るのに手間がかかる、人員のパラメータを一度に全て確認できない、表示するキャラ数が多かったり基地が大きくなるほど処理落ちする、使わないボタンに時間のスキップや全体マップ表示機能が欲しかった、人員配置はボタン一つで可能だが研究開発中の人員を移動させると中止になるため間違って入力するとそれまでにかかった資金や時間が全て無駄になる、覚えることが多く練習用モードが欲しかった、グラフィックは今一つ、戦闘は敵などが動き回ることや音声は楽しめるが細かい指示ができず攻撃防御出撃などをいちいち各ユニットごとに入力しないといけず一度に全員分命令させて欲しかったなど戦略性や快適さがあまりない残念な出来だが、正義と悪どちらの陣営でプレイするか選択可能なのが嬉しく実名でヒーローや怪人たちが集結するコンセプトに惹かれる人にはお勧めであるとした。